# 片岡みどり
片岡 みどり（かたおか みどり、1923年（大正12年）10月15日 - 2009年（平成21年）12月1日）は、日本のピアニスト。相愛大学名誉教授。
東京音楽学校卒業。愛知県出身。

## 生涯
愛知県出身。中村佳永子、井口基成に師事し、1944年（昭和19年）に東京音楽学校（現：東京芸術大学音楽学部）本科器楽部ピアノ専攻を卒業。相愛大学名誉教授や日本シマノフスキ協会の理事を務めていた。
門下生に花房晴美、太田紗和子、平野智子、今岡淑子などがいる。
2009年（平成21年）12月1日、86歳で亡くなった。

## 著書
- 『楽しむことについて』（1955年、光の友社、ページ数: 209ページ、JP番号: 55005821）
- 『ことばとこころと』（1956年、学風書院、ページ数: 209ページ、JP番号: 56001476）
- 『薔薇の咲く家 歌集』（1985年7月、歌樹社、ページ数: 167ページ、JP番号: 86040154）
- 『彩雲 歌集』（1995年11月、短歌新聞社、ページ数: 168ページ、JP番号: 97069391）